# Гинзбург, Жакоб
Жакоб Гинзбург (также Жако Гинзбург; порт. Jacob (Jacó) Guinsburg; 20 сентября 1921, Рышканы, Бессарабия — 21 октября 2018, Сан-Паулу) — бразильский театровед и театральный критик, редактор, издатель, эссеист, переводчик (с идиша, французского и других языков), почётный профессор эстетики и театроведения Университета Сан-Паулу. Считается одним из крупнейших теоретиков бразильского театра.

## Биография
Жакоб Гинзбург родился в северном бессарабском местечке Рышканы (ныне райцентр Рышканского района Молдавии) в 1921 году, в 1924 году вместе с родителями (впоследствии Жозе и Аделией Гинзбург) переехал в Бразилию. Жил в Рио-де-Жанейро и Сан-Паулу, где с середины 1940-х годов начал публиковать многочисленные работы по истории русской театральной школы, еврейскому театру на идише, методу Станиславского, истории становления театра в Бразилии, иудаике, теории драматических искусств, семиотике, истории литературы на идише и иврите. Был редактором литературных журналов, основал литературные издательства «Rampa» (1948), «Polígono» и «Difusão Européia do Livro — Difel», совместно с Мойзесом Баумштейном (Moysés Baumstein, 1931—1991) — авангардистское издательство «Perspectiva», первоначально специализирующееся на иудаике и впоследствии на интеллектуальной литературе (1965).
В 1962—1963 годах преподавал философию в Сорбонне и École des Hautes Études, с 1964 года — профессор Школы драматических искусств (Escola de Arte Dramática), а с 1967 года — Школы коммуникаций и искусств Университета Сан-Паулу (Escola de Comunicações e Artes da Universidade de São Paulo). В 1950 году женился на физике Гите Гинзбург (Gita K. Guinsburg, урождённая Кукавка) — впоследствии профессоре Института физики Университета Сан-Паулу и директоре еврейского колледжа И. Л. Переца.
Автор монументального «Словаря бразильского театра» (Dicionário do Teatro Brasileiro). Переводил на португальский язык философские трактаты, поэзию, прозу и драматургию Ицхока-Лейбуша Переца, Августа Стриндберга, Шлойме Ан-ского, Луиджи Пиранделло, Платона, Георга Бюхнера, Готхольда Лессинга, Дени Дидро, Фридриха Ницше, Жан-Поля Сартра и множества других. Составил и перевёл антологию поэзии на идише, издал посмертное собрание сочинений театрального критика Анатоля Розенфельда (1912—1973).
Среди монографий и переводов Жако Гинзбурга — «Antropologia Aplicada» (Прикладная антропология), «Aventuras de uma Língua Errante: Ensaios de Literatura e Teatro Ídiche» (Приключения одного бродячего языка: эссе о литературе и театре на идише), «Buchner — Na Pena e Na Cena», «Cabala, Cabalismo e Cabalistas» (Каббала, каббализм и каббалисты), «Circulo Linguístico De Praga» (Пражский лингвистический кружок), «Classicismo» (Классицизм), «Contos De I. L. Peretz» (Стихотворения И. Л. Переца, перевод), «O Dibuk de Sch. Ans-ki» (Диббук Ш. Ан-ского, перевод), «O Conto Ídiche» (Еврейская поэзия, перевод), «Da Cena em Cena», «Diderot — Obras», «Encenador De Si Mesmo», «Expressionismo» (Экспрессионизм), «Filosofia Do Judaismo» (Философия иудаизма), «Guia Histórico da Literatura Hebraica» (История древнееврейской литературы), «Ideia do Teatro» (Идея театра), «Judeu e a Modernidade» (Еврей и современность), «Leone de' Sommi: Homem de Teatro do Renascimento» (Леоне де Сомми: провозвестник современной театральности), «Linguagem e Mito» (Язык и миф), «Nascimento da Tragédia» (Рождения трагедии), «Nova e Velha Patria» (Новая и старая родина), «Paz Perpetua», «Pequena Estética», «Pirandello — Do Teatro No Teatro», «Pós-Dramático», «Pos-Modernismo» (Постмодернизм), «Prazer do Texto», «Quatro Mil Anos de Poesia» (Четыре столетия поэзии), «Que Aconteceu, Aconteceu», «Repùblica — Platão» (перевод), «Romantismo» (Романтизм), «Semiologia do Teatro» (Семиология театра), «Sobre Anatol Rosenfeld» (составитель), «Stanislavski e o Teatro De Arte de Moscou» (Станиславский и Московский художественный театр), «Stanislavski, Meierhold & Cia» (Станиславский, Мейерхольд и другие), «Surrealismo» (Сюрреализм), «Denis Diderot: o Espírito das Luzes», «Ce qui est arrivé est arrivé» (рассказы, французский перевод: Monique Le Moing).